# Захожа Марина Вікторівна
Мари́на Ві́кторівна Захо́жа (народилася 1 березня 1986 у м. Біла Церква, Київська область, УРСР) — українська волейболістка, діагональна. Майстер спорту.
Перший тренер — Ольга Датій. Закінчила Академію пожежної безпеки імені Героїв Чорнобиля. Виступала за «Коліфкс» (м. Біла Церква), «Круг» (м. Черкаси) — 2003—2010, «Джінестра» (м. Одеса) — з 2010-11. ВК «Хімік» (м. Южний) — з 2011—2014
Чемпіон України (2005, 2006, 2007), срібний призер (2009, 2010), володар Кубка України (2006, 2007, 2008), переможниця Спартакіади України (2007).
Гравець національної збірної України.